# Бадзімошур
Бадзімошу́р (рос. Бадзимошур) — присілок в Дебьоському районі Удмуртії, Росія.

## Населення
Населення — 66 осіб (2010; 66 в 2002).
Національний склад станом на 2002 рік:
- удмурти — 76 %

## Урбаноніми[3]
- вулиці — Бадзімошурська